# Emmanuel de Bigault d'Aubreville
Louis-Nicolas-Emmanuel de Bigault d’Aubreville (fl.  1791-1828) est un militaire français.

## Biographie
D'une vieille famille noble de l'est de la France, il émigre en 1791 et rejoint l'Armée de Condé. Il sert dans l'Armée des princes jusqu'en 1799, avant de s'engager comme cadet dans le régiment Salis-Marschlins au sein de l'armée suisse.
En 1801, il devient agent de recrutement sur le continent pour l'armée britannique, avant de servir dans le régiment de De Watteville, dont il devint quartier-maître en 1807. Il débarque à Montréal avec son régiment en 1813, la Grande-Bretagne étant alors en guerre contre les États-Unis, et est chargé du recrutement de troupes. Il est promu capitaine et commandant d’une compagnie dans les Voltigeurs canadiens en 1814.
Il quitte le service à la fin de la guerre et s'installe avec son épouse, Catherine Ribenzki, et leurs jeunes enfants dans la ville de Montréal.
En août 1818, il devient le contremaître du guet et chef de la police de Montréal. Il conserva ses fonctions jusqu'en 1827 et se retira l'année suivante dans les terres qu'il avait reçu en tant qu'ancien combattant dans le canton de Halifax.